# Liste der Gräben des Unterharzer Wasserregals

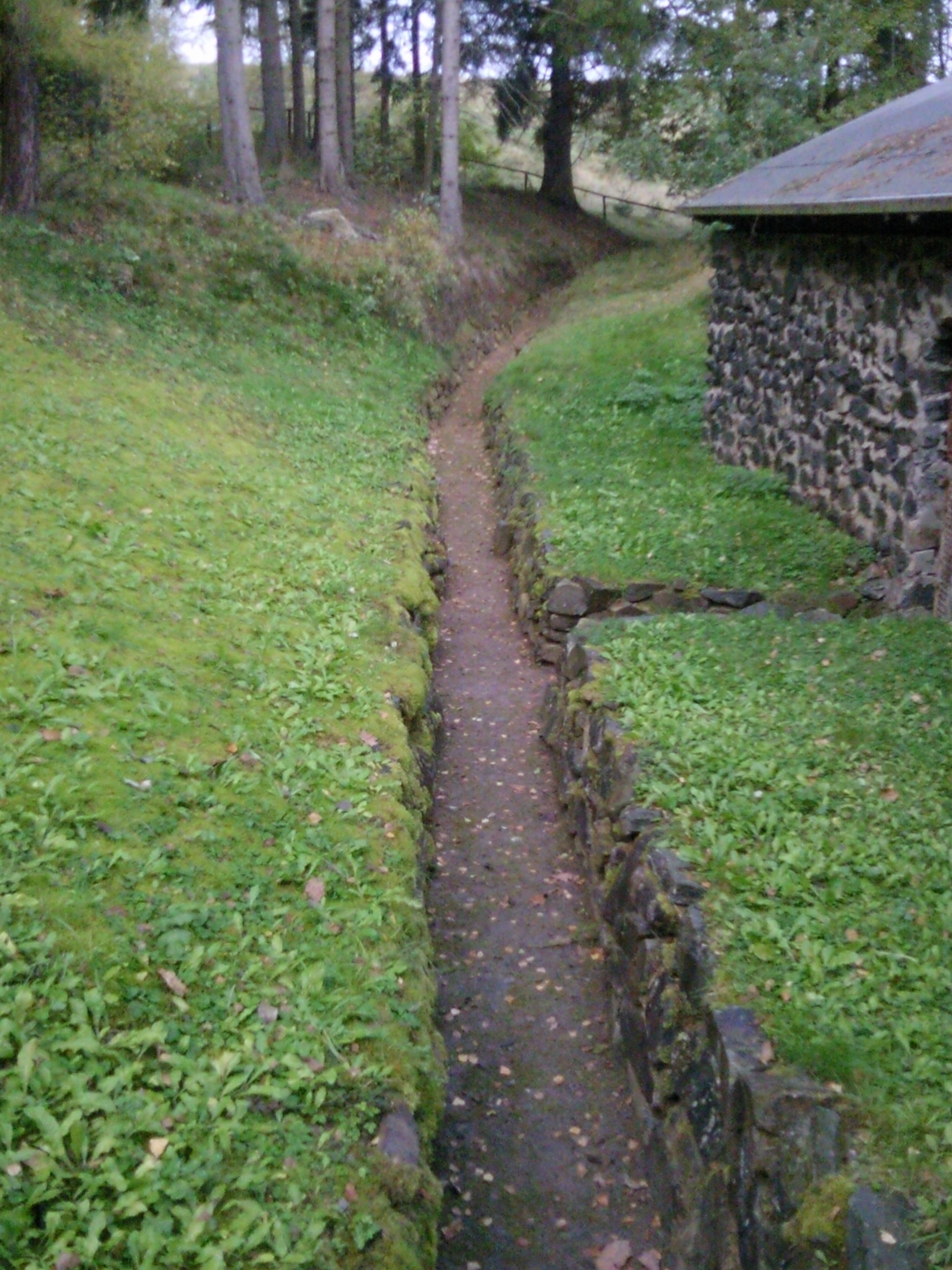
Glasebacher Zulaufgraben an der Radkammer der Grube Glasebach

Die Gräben des Unterharzer Wasserregals sind rund 100 kürzere und längere Wassergräben innerhalb eines bergbaulichen Wasserwirtschaftssystems. Entstanden sind einige kleine Gräben teils schon im 14. Jahrhundert.
Der systematische Ausbau erfolgte zwischen 1704 und 1745 durch Georg Christoph von Utterodt und Christian Zacharias Koch.
Die Gräben befinden sich in den Bergbaurevieren Silberhütte, Birnbaum, Neudorf (Fürstentum Anhalt-Harzgerode bzw. Fürstentum Anhalt-Bernburg) und Straßberg (Grafschaft Stolberg-Stolberg). Sie stehen heute, unabhängig von ihren aktuellen Zustand, unter Denkmalschutz. Nur wenige Gräben sind noch wasserführend, die meisten trockengelegt und, vorrangig im Straßberger Revier, nicht mehr existent.

## Silberhütter Kunstgraben
Der Silberhütter Kunstgraben ist eigentlich ein Netz aus acht Teilstücken, die nie alle gleichzeitig in Betrieb waren.
Die Auflistung erfolgt, nach Karl-Heinz Krause, in Gefällerichtung.
| Name                         | Territorium                         | Bauzeit              | Beginn                                                       | Ende                                           | Länge (km) | Funktion                   |
| ---------------------------- | ----------------------------------- | -------------------- | ------------------------------------------------------------ | ---------------------------------------------- | ---------- | -------------------------- |
| Ludengraben                  | Stolberg-Stolberg                   | 1726–1736            | Obere Lude                                                   | Büschengraben, oberhalb Gräfingründer Teich    | 9,5        | Sammelgraben               |
| Abzw. zum Möllerteich        | Stolberg-Stolberg                   | 1726–1736, 1745      | Ludengraben (Abzweig vor Ludenrösche)                        | Mündung der Ludenrösche, oberhalb Möllerteichs |            | Sammelgraben               |
| Schindelbrücher Kunstgraben  | Stolberg-Stolberg                   | 1703–1704            | Gräfingründer Teich                                          | Fauler Pfützenteich                            | 8,9        | Sammelgraben, Zuführgraben |
| Anhaltischer Graben          | Stolberg-Stolberg / Anhalt-Bernburg | 1761–1762, 1792–1793 | Schindelbrücher Kunstgraben (Abzweig am Faulen Pfützenteich) | Oberer Birnbaum                                | 3,2        | Zuführgraben               |
| Bergmannsgraben              | Anhalt-Bernburg                     | 1761–1762            | Abzweig am Anhaltischen Graben                               | schmale Wipper                                 | 0,5        | Zuführgraben               |
| unbenannter Stichgraben      | Anhalt-Bernburg                     | zw. 1779 und 1817    | Abzweig am Anhaltischen Graben                               | Kalbesauger Teich                              | < 1,0      | Zuführgraben               |
| Neudorfer Graben             | Anhalt-Bernburg                     | 1793                 | Ende des Anhaltischen Grabens                                | Neudorfer Gemeindeteich                        | 1,4        | Zuführgraben               |
| Neuer Graben                 | Anhalt-Bernburg                     | 1817                 | Kalbesauger Teich                                            | Ende des Anhaltischen Grabens                  | 0,5        | Zuführgraben               |
| Siebengründer Graben         | Anhalt-Bernburg                     | 1903–1904            | Abzweig am Beginn des Neudorfer Grabens                      | Siebengrundbach (oberhalb Teufelsteich)        | 1,3        | Zuführgraben               |
| Fürst-Victor-Kunstgraben     | Anhalt-Bernburg                     | 1696–1697            | Teufelsteich                                                 | Mundloch des Fürst-Victor-Stollens             | 1,4        | Kunstgraben                |
| Silberhütter Aufschlaggraben | Anhalt-Bernburg                     | 1890                 | Mundloch des Fürst-Victor-Stollens                           | Aufbereitungsanlage Silberhütte                | 0,9        | Kunstgraben                |

## Weitere Gräben

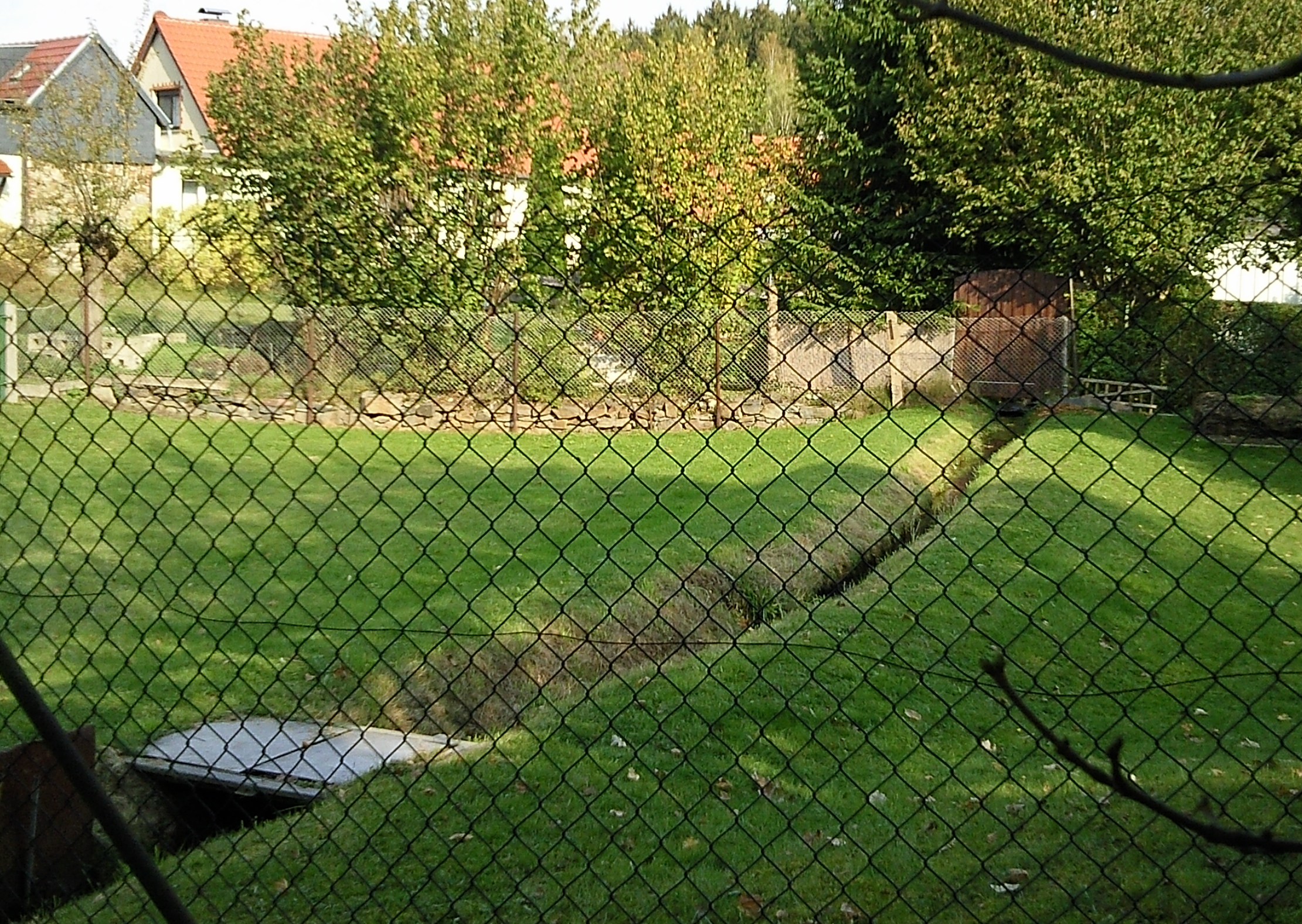
Oberer Rödelbachgraben

Neben dem Silberhütter Kunstgraben existierte eine Vielzahl von Gräben, vorrangig als Kunstgräben angelegt.
Im stolbergischen Straßberg führten sechs Gräben von Stauteichen zu den Pochwerken und Radkünsten in Straßberg. Die höhenlinienparallelen Hanggräben waren in bis zu drei übereinanderliegenden Ebenen ausgeführt. Im anhaltischen Harz erfolgte die Wasserführung vorrangig über kurze Aufschlagröschen direkt von den Stauteichen aus.
| Name                       | Territorium       | Bauzeit                                              | Beginn                                              | Ende                                 | Länge    | Funktion                  |
| -------------------------- | ----------------- | ---------------------------------------------------- | --------------------------------------------------- | ------------------------------------ | -------- | ------------------------- |
| Büschengraben              | Stolberg-Stolberg | Oberlauf natürlich, Unterlauf wahrscheinlich um 1700 | bei Untermühle                                      | nahe Maliniusteich                   | ca. 4 km | Zuführgraben              |
| oberer Rödelbachgraben     | Stolberg-Stolberg | vor 1610                                             | Rödelbach, nahe unterer Kiliansteich                | am Hüttenstollen-Mundloch            | ≈ 3,5 km | Kunstgraben               |
| Glasebacher Zulaufgraben   | Stolberg-Stolberg | unbekannt, wahrscheinlich um 1690                    | oberer Rödelbachgraben                              | Radkammer der Grube Glasebach        |          | Kunstgraben               |
| Glasebacher Rücklaufgraben | Stolberg-Stolberg | unbekannt                                            | Radkammerrösche der Grube Glasebach                 | Bärlochsgraben (Bärenlöcher)         |          | Kunstgraben               |
| Bärlochsgraben             | Stolberg-Stolberg | Anfang des 18. Jahrhunderts                          | Bärenlöcher                                         | ein Kunstschacht in Straßberg        |          | Kunstgraben               |
| Unterer Hanggraben         | Stolberg-Stolberg | wahrscheinlich Anfang des 18. Jahrhunderts           | Rödelbach                                           | Ende des Bärlochsgrabens             |          | Kunstgraben               |
| Mittlerer Hanggraben       | Stolberg-Stolberg | unbekannt                                            | Mundloch Heiligenberg-Stollen                       | Radkünste der Grube Neuhaus-Stolberg |          | Kunstgraben               |
| Oberer Hanggraben          | Stolberg-Stolberg | um 1600                                              | oberer Rödelbachgraben (Mundloch Stadtweger Rösche) | Radkünste der Grube Neuhaus-Stolberg |          | Sammelgraben, Kunstgraben |
| Dorfgraben                 | Stolberg-Stolberg | unbekannt                                            | Radkünste der Grube Neuhaus-Stolberg                | Grundborn                            |          | Sammelgraben, Kunstgraben |